# Lister Meile

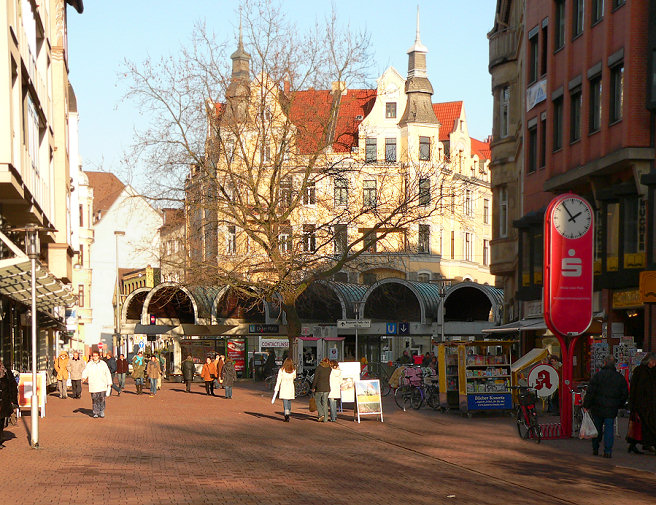
Ende der Lister Meile am Lister Platz mit Tonnendach der U-Bahn-Station

Die Lister Meile ist eine Einkaufsstraße in Hannover. Sie wurde in den 1970er Jahren eingerichtet und ist heute etwa 1600 m lang, zum größten Teil als  Fußgängerzone. Die Straße liegt in den Stadtteilen Mitte, Oststadt und List.

## Lage
Etwa ein Viertel der Lister Meile liegt im Stadtteil Mitte, die Hälfte in der Oststadt, ein Viertel im namensgebenden Stadtteil List. Sie beginnt im Stadtteil Mitte am Ernst-August-Platz, unterquert nahe dem Westportal des Hauptbahnhofs die Bahntrasse, dann die Raschplatzhochstraße und verläuft von dort in nordöstliche Richtung. Dabei passiert sie den Weißekreuzplatz und führt nahe am Welfenplatz vorbei. Sie endet am Lister Platz im Stadtteil List. Großräumlich gesehen knüpft sie an die aus der City kommende Fußgängerzone an und bildet ihre Fortsetzung. Dadurch ist ein durchgängiger Fußgängerbereich mitten durch die City von Hannover entstanden, der auf einer Länge von rund 2500 m das Leineufer im Süden über die Bahnhofstraße mit dem Lister Platz im Nordosten verbindet.
Die Lister Meile ist eine beliebte Einkaufsstraße. Dazu tragen Straßenläden von Gemüse- und Blumenhändlern, Bäume, rötliches Straßenpflaster, Vitrinen sowie im Sommer fließende Brunnen bei. Im Südwesten der Lister Meile zieht besonders der Weißekreuzplatz mit dem Pavillon und etlichen Kneipen das Nachtleben an. Die Seitenstraßen sind beliebte Wohnquartiere, in denen sich seit den 1970er Jahren in Gründerzeit-Altbauten viele junge Familien ansiedelten. Die Nähe zur Eilenriede bietet Möglichkeiten zur Naherholung. Am östlichen Ende der Lister Meile beginnt die Podbielskistraße, hier sind östlich des Lister Platzes einige Jugendstilfassaden erhalten geblieben.
Auf der Lister Meile befand sich bis etwa 2003 die kleinste Kneipe Hannovers mit rund 10 m² in Form der Biergaststätte Zum Fässchen. Seither ist dort ein Café Kaffeemühle untergebracht.

## Geschichte

### Vorgeschichte
Die heutige Lister Meile war ursprünglich ein Teil der Landstraße von Hannover nach Celle. Seit 1775 hieß sie Alte Celler Poststraße, ab 1845 zwischen Lister Platz und Wedekindstraße Celler Straße und weiter Richtung Bahnhof Alte Celler Heerstraße. Sie war als Ausfallstraße aus dem Stadtzentrum immer stark frequentiert.
Ab 1880 verkehrte eine Pferdebahn aus der Innenstadt bis zum Lister Platz, die 1887 durch eine elektrifizierte Straßenbahn ersetzt wurde.
In der Zeit des Nationalsozialismus gab es auch gegenüber Bewohnern der Celler Straße Verfolgungen. Später wurden zu ihrem Gedenken Stolpersteine gesetzt, darunter 8 Stolpersteine vor dem (heutigen) Gebäude Lister Meile 77/79 und vor dem Haus Lister Meile 83 für Kurt Willkomm.
Durch die Luftangriffe auf Hannover im Zweiten Weltkrieg wurden viele Gebäude des Straßenzuges zerstört, so etwa 1943 die Leibnizschule am Weißekreuzplatz. Am heutigen Standort des Pavillons befand sich das in den 1960er Jahren abgerissene Gerichtsgefängnis, in dem u. a. der kommunistische Arbeiterführer Ernst Thälmann während der Zeit des Nationalsozialismus inhaftiert war.

### Entstehung der Lister Meile
Als „Neuordnung hinter dem Bahnhof bis Lister Platz“ entstand nach den Plänen des späteren Stadtbaurates Hanns Adrian die Lister Meile in den 1970er Jahren. Der Bau der U-Bahn-Linie A im Verlauf der Celler Straße und ihrer Fortsetzung, der Alten Celler Heerstraße, machte die oberirdische Neugestaltung notwendig. Die Fußgängerzone sollte auch die Oststadt an die City anbinden, denn dieser Stadtteil lag immer hinter dem Bahnhof und vom Zentrum abgeschnitten. Die Notwendigkeit zu einer städtebaulichen und verkehrstechnischen Änderung ergab sich auch aus der hohen Verkehrsbelastung dieses am dichtesten besiedelten Wohngebietes in Hannover. Bis in die 1950er Jahre führte der Fernverkehr zwischen Hamburg und Frankfurt (Bundesstraße 3) über den Lister Platz. Die Neugestaltung mit der grundsätzlichen Verbannung des Pkw-Verkehrs beruhigte die anliegenden Stadtbereiche erheblich.
Nach dem Baubeginn 1970 konnte am 16. November 1972 der erste, etwa 750 m lange Bauabschnitt zwischen Hamburger Allee und Wedekindstraße mit einem Straßenfest eingeweiht werden. Ganz fertiggestellt war die „Meile“ am 18. November 1975. Der neue Straßenname fand sich in einem Wettbewerb, den die „Hannoversche Allgemeine Zeitung“ unter ihren Lesern ausgeschrieben hatte.
Die neue Straße entstand zu etwa 50 % als Fußgängerzone, und der verbliebene Straßenbereich wurde verkehrsberuhigt. Die Straßenbahn wurde auf gesamter Länge als Stadtbahnlinie unter die Erde verlegt. Anfänglich gab es gegen die Umgestaltung erhebliche Widerstände durch Anwohner und Geschäftsleute, die eine Bürgerinitiative (Verein der U-Bahn-Anlieger) gründeten. Die Proteste verstummten nach der günstigen Entwicklung, und im Nachhinein hat die Lister Meile wesentlich dazu beigetragen, dass sich die an ihr liegenden Stadtbereiche zu begehrten, citynahen Wohn- und Geschäftsvierteln entwickelt haben.
1999 wurde der letzte Rest des Straßennamens Alte Celler Heerstraße, der vom Ernst-August-Platz zum Raschplatz führte, aufgehoben „und in die Lister Meile einbezogen“.

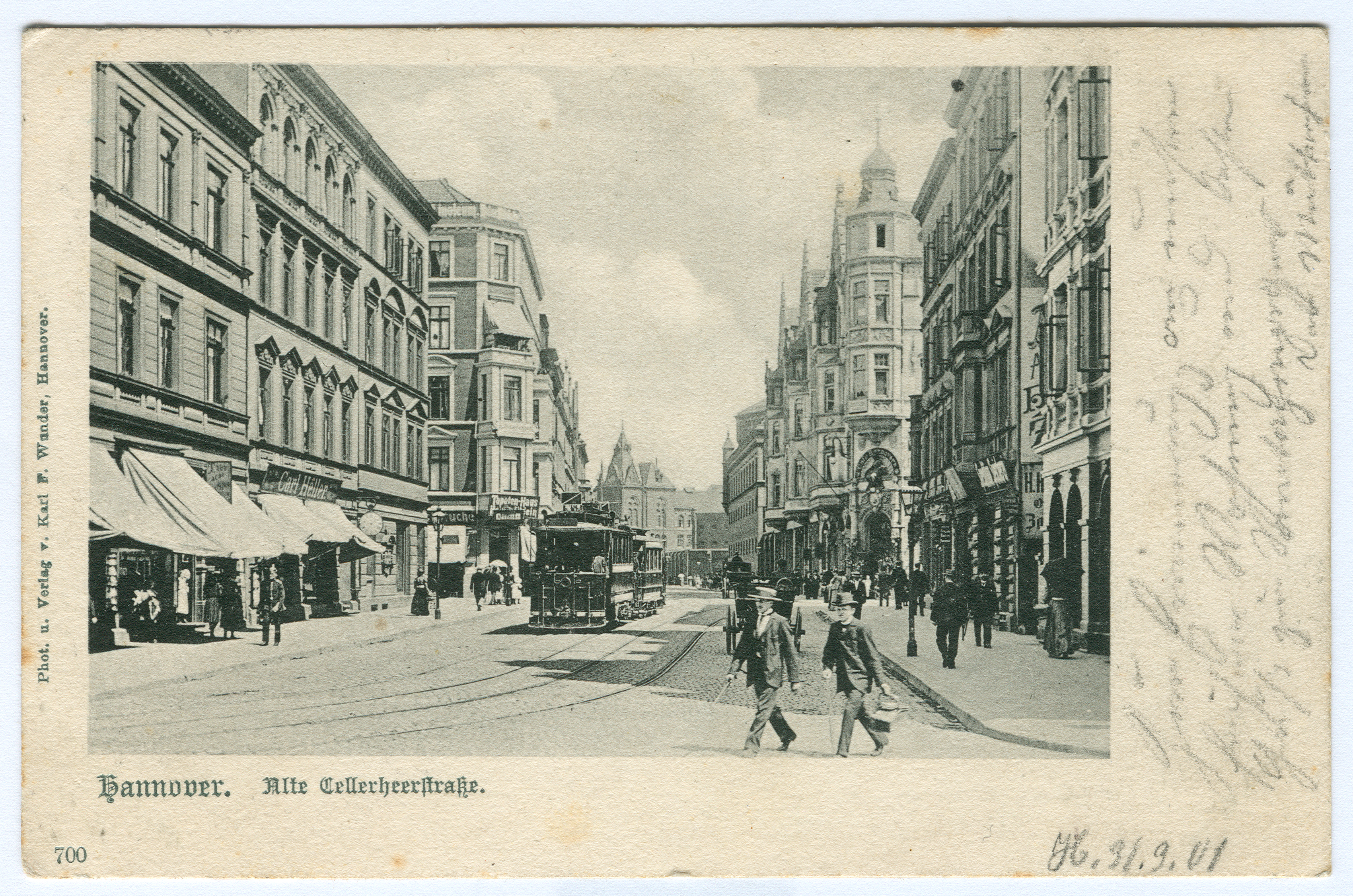
Blick vom Raschplatz in die Alte Celler Heerstraße, heute Lister Meile Ansichtskarte von Karl F. Wunder, um 1900
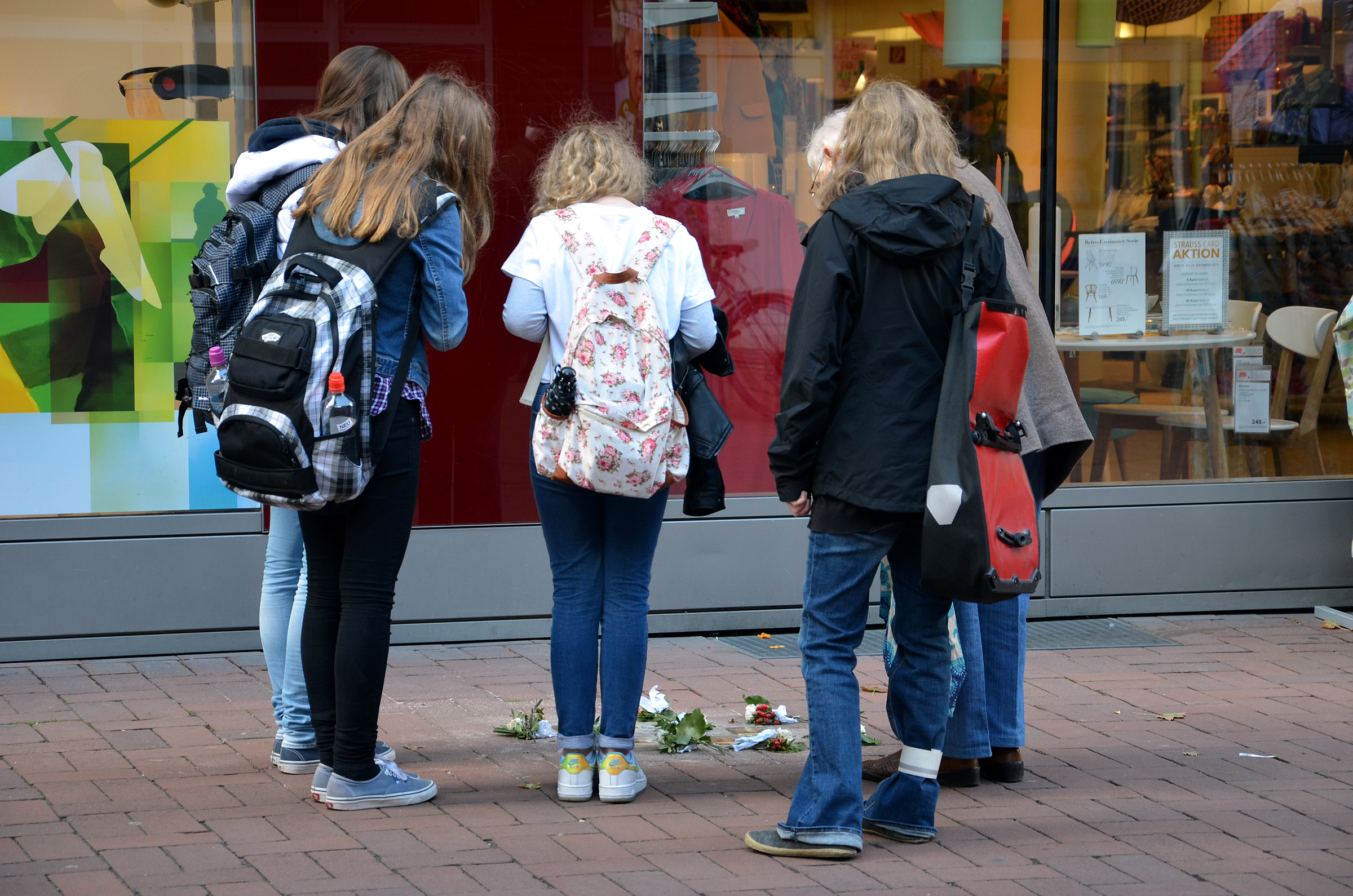
Passanten an acht Stolpersteinen vor dem Haus Lister Meile 77/79
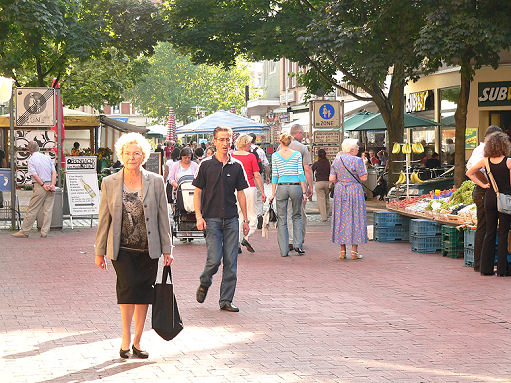
Fußgängerzone mit rötlichem Pflaster
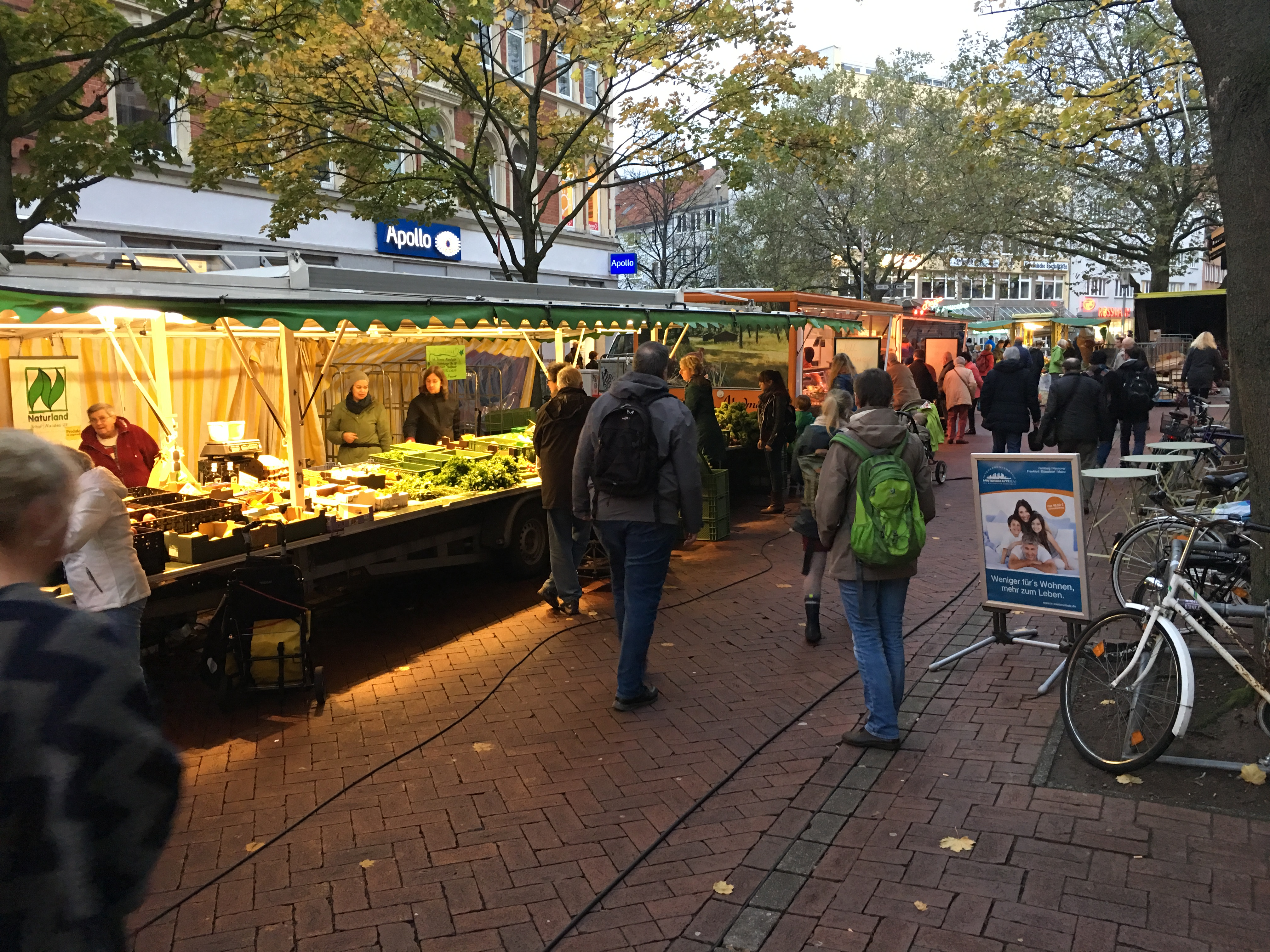
Wochenmarkt
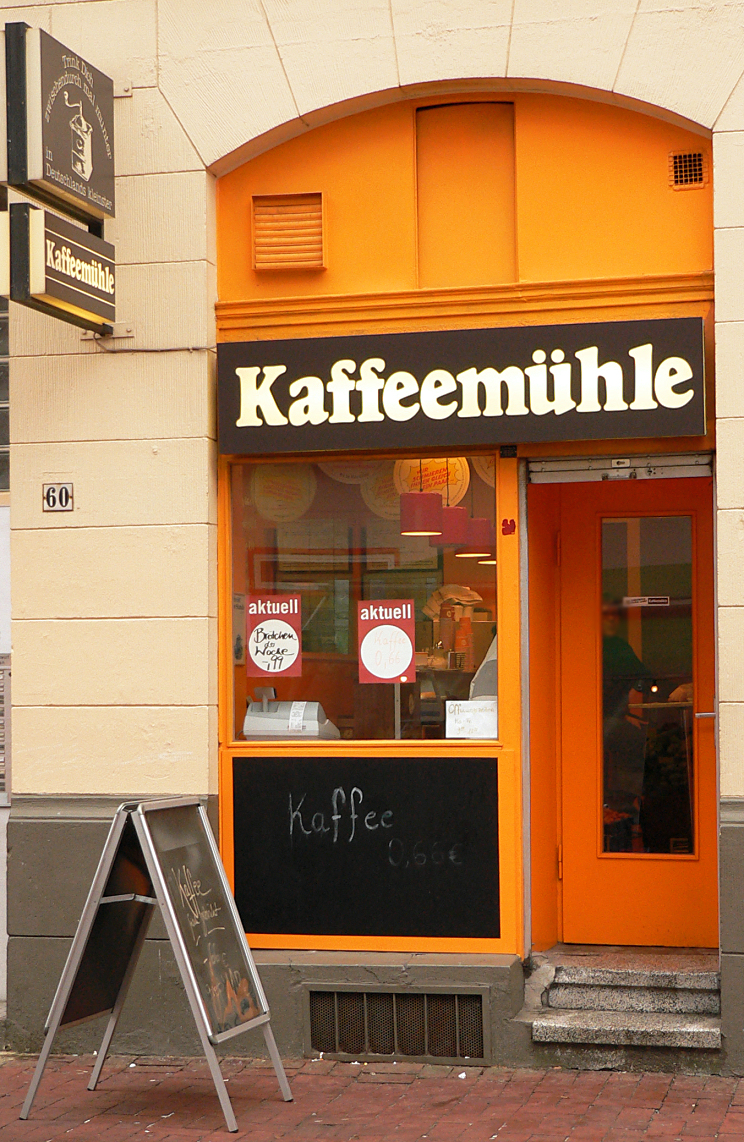
Kleinste Gaststätte Hannovers
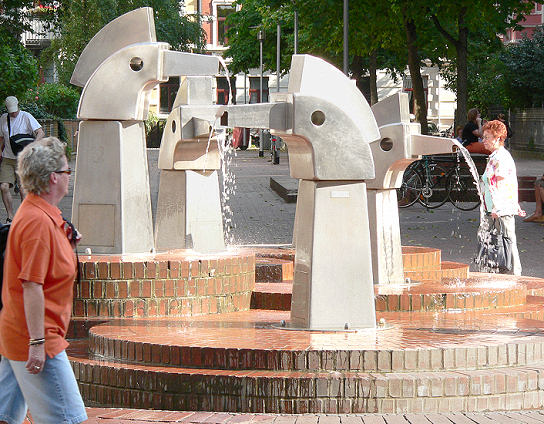
Der Körtingbrunnen an der Lister Meile, im Volksmund „Pferdekopfbrunnen“ oder „Wasserhähne“ genannt

## Stadtbahn

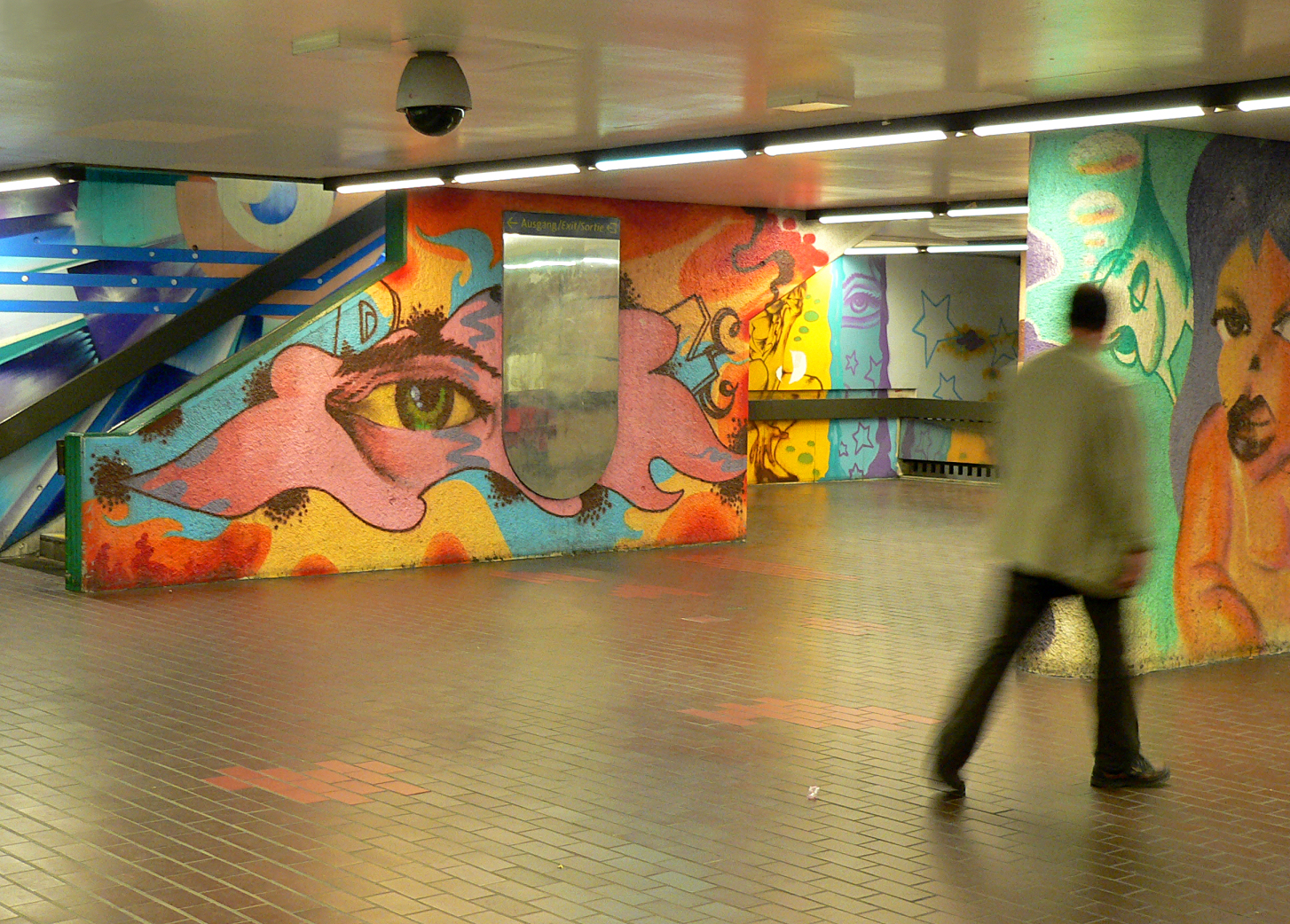
U-Bahn-Station Sedanstraße/Lister Meile

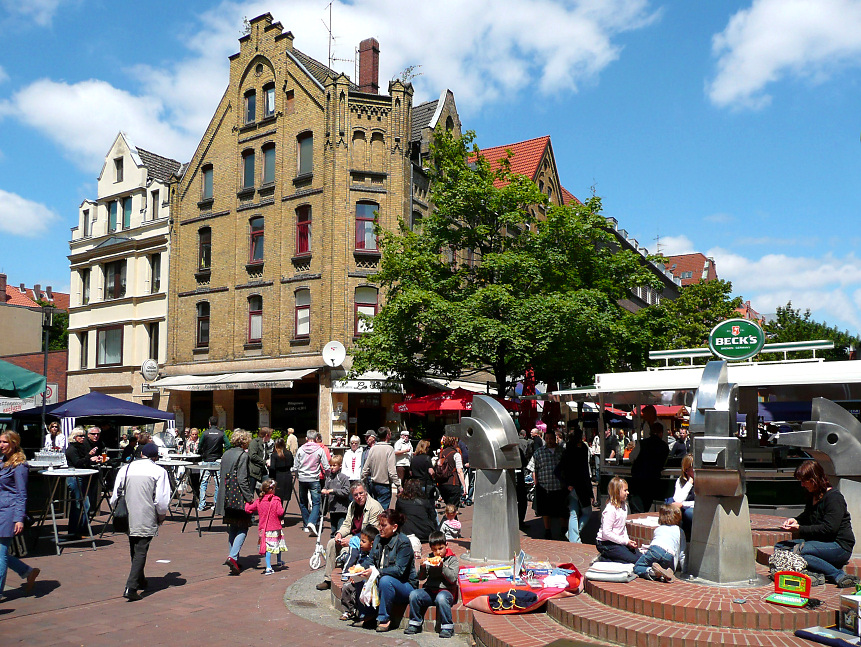
Lister Meile Fest

Seit dem Frühjahr 1976 verkehren unter der Lister Meile die Linien der Stadtbahnstrecke A. Im Bereich der Straße liegen die U-Bahn-Stationen Sedanstraße/Lister Meile und Lister Platz.
Die Üstra ließ 1995 die Station Sedanstraße als Graffiti-Kunstwerk besprühen. Vier junge Graffiti-Künstler aus Hannover und drei etablierte Sprayer aus New York bearbeiteten mit 3.000 Spraydosen etwa 1.500 Quadratmeter Wandfläche. Das Kunstprojekt erhielt den Namen „Hannover–New York Express“.
Im Rahmen des Projekts ZehnSiebzehn wurde 2015 bis 2019 in der Innenstadt die D-Strecke der Stadtbahn umgebaut. Sie führt seit 2017 vom Ernst-August-Platz für etwa 300 m über die Lister Meile zur neuen Endhaltestelle Hauptbahnhof/ZOB zwischen Eisenbahnbrücke und Raschplatzhochstraße.

## Veranstaltungen
- Wochenmarkt am Donnerstag
- Lister Meile Fest an einem Wochenende im Sommer
- Weihnachtsmarkt in der Adventszeit